# Triple saut masculin aux championnats du monde d'athlétisme 1983
Navigation
Rome 1987
L'épreuve du triple saut masculin des championnats du monde d'athlétisme 1983 s'est déroulée les 7 et 8 août 1983 dans le Stade olympique d'Helsinki, en Finlande. Elle est remportée par le Polonais Zdzisław Hoffmann.

## Résultats

### Finale
| Rang               | Athlète              | Pays                 | Essais | Essais | Essais | Essais | Essais | Essais | Marque  | Notes |
| Rang               | Athlète              | Pays                 | 1      | 2      | 3      | 4      | 5      | 6      | Marque  | Notes |
| ------------------ | -------------------- | -------------------- | ------ | ------ | ------ | ------ | ------ | ------ | ------- | ----- |
| Médaille d'or      | Zdzisław Hoffmann    | Pologne              | 16.74  | 16.98  | 17.00  | 17.18  | 17.35  | 17.42  | 17,42 m |       |
| Médaille d'argent  | Willie Banks         | États-Unis           | 17.08  | 16.72  | 17.18  | 16.55  | x      | x      | 17,18 m |       |
| Médaille de bronze | Ajayi Agbebaku       | Nigeria              | 17.01  | 16.78w | 16.87  | 13.52  | 16.86  | 17.18  | 17,18 m |       |
| 4                  | Mike Conley          | États-Unis           | 16.66  | 16.91w | 17.13  | 16.86  | 17.05  | 17.05  | 17,13 m |       |
| 5                  | Vlastimil Mařinec    | Tchécoslovaquie      | 16.67  | x      | 17.13  | x      | 16.71  | x      | 17,13 m |       |
| 6                  | Ján Čado             | Tchécoslovaquie      | 16.45  | 16.40  | 17.01  | 13.69  | x      | 17.06  | 17,06 m |       |
| 7                  | Béla Bakosi          | Hongrie              | 16.60  | 16.76  | 16.46  | 16.71  | x      | 16.83  | 16,83 m |       |
| 8                  | Al Joyner            | États-Unis           | 16.76  | 15.98  | 16.58  | 16.20  | 16.40  | 16.48  | 16,76 m |       |
| 9                  | Peter Bouschen       | Allemagne de l'Ouest |        |        |        |        |        |        | 16,70 m |       |
| 10                 | Gennadiy Valyukevich | Union soviétique     |        |        |        |        |        |        | 16,41 m |       |
| 11                 | Bedros Bedrosian     | Roumanie             |        |        |        |        |        |        | 16,18 m |       |
| 12                 | Steve Hanna          | Bahamas              |        |        |        |        |        |        | 14,96 m |       |